# GameSpot
GameSpot è un sito web in lingua inglese che tratta videogiochi. 
Lanciato nel 1996 da Pete Deemer e Vince Broady, si tratta di uno dei siti più noti sull'argomento: secondo il sito Compete.com riceve una media di 60 milioni di visite annuali.
Acquisito dal gruppo CNET, è poi passato insieme a questo alla CBS Interactive, e nel 2020 è passato alla Red Ventures.
Nel sito è possibile trovare recensioni, notizie e approfondimenti; ci sono un forum e un sistema di blog (anche con video). La registrazione "base" è gratuita, mentre pagando una certa somma è possibile avere dei servizi aggiuntivi e la rimozione dei banner pubblicitari.

## Controversie
Il direttore generale del sito, Jeff Gerstmann, è stato licenziato il 28 novembre 2007. Nei giorni seguenti sono circolate voci su possibili pressioni da parte della Eidos Interactive per la poco lusinghiera recensione del gioco Kane & Lynch: Dead Men. Queste voci non sono state ufficialmente confermate da GameSpot o da CNET; tuttavia, dopo circa un mese dal fatto, alcuni membri dello staff hanno rassegnato le dimissioni, adducendo come motivo le (secondo loro) errate motivazioni che hanno portato al licenziamento di Gerstmann.

## Game of the Year
GameSpot assegna il proprio titolo di "gioco dell'anno" (game of the year) e altri riconoscimenti annuali ai migliori videogiochi fin dalla sua fondazione nel 1996.
I vincitori annuali si dividono in vincitori scelti dalla redazione di GameSpot e vincitori scelti dal pubblico tramite voto sul sito. Di seguito l'albo d'oro dei giochi dell'anno scelti dalla redazione.
| Anno | Gioco                                      | Genere                         | Piattaforme                                     | Produttori             |
| ---- | ------------------------------------------ | ------------------------------ | ----------------------------------------------- | ---------------------- |
| 2021 | Deathloop                                  | Sparatutto in prima persona    | Microsoft Windows, PS5, Xbox Series X/S         | Arkane Studios         |
| 2020 | Half-Life: Alyx                            | Sparatutto in prima persona    | Microsoft Windows, Linux                        | Valve                  |
| 2019 | Sekiro: Shadows Die Twice                  | Avventura dinamica             | Microsoft Windows, PS4, Xbox One                | FromSoftware           |
| 2018 | Red Dead Redemption 2                      | Avventura dinamica             | Microsoft Windows PS4, Xbox One, Google Stadia  | Rockstar Studios       |
| 2017 | The Legend of Zelda: Breath of the Wild    | Avventura dinamica             | Nintendo Switch, Wii U                          | Nintendo               |
| 2016 | Overwatch                                  | Sparatutto                     | Microsoft Windows, PS4, Xbox One                | Blizzard Entertainment |
| 2015 | The Witcher 3: Wild Hunt                   | Action RPG                     | Microsoft Windows, PS4, Xbox One                | CD Projekt RED         |
| 2014 | La Terra di Mezzo: L'ombra di Mordor       | Avventura dinamica             | Microsoft Windows, PS3, PS4, Xbox 360, Xbox One | Monolith Productions   |
| 2013 | The Legend of Zelda: A Link Between Worlds | Avventura dinamica             | Nintendo 3DS                                    | Nintendo               |
| 2012 | Journey                                    | Avventura                      | Microsoft Windows, PS3, PS4                     | Thatgamecompany        |
| 2011 | The Elder Scrolls V: Skyrim                | Action RPG                     | Microsoft Windows, PS3, PS4, Xbox 360, Xbox One | Bethesda Softworks     |
| 2010 | Red Dead Redemption                        | Avventura dinamica             | PS3, Xbox 360                                   | Rockstar San Diego     |
| 2009 | Demon's Souls                              | Avventura dinamica, Action RPG | PS3                                             | FromSoftware           |
| 2008 | Metal Gear Solid 4: Guns of the Patriots   | Avventura dinamica, stealth    | PS3                                             | Konami                 |
| 2007 | Super Mario Galaxy                         | Platform                       | Wii                                             | Nintendo               |
| 2006 | Gears of War                               | Sparatutto in terza persona    | Microsoft Windows, Xbox 360                     | Epic Games             |
| 2005 | Resident Evil 4                            | Survival horror                | Microsoft Windows, GameCube, PS2                | Capcom                 |
| 2004 | World of Warcraft                          | MMORPG                         | Windows, macOS                                  | Blizzard               |
| 2003 | The Legend of Zelda: The Wind Waker        | Avventura dinamica             | GameCube                                        | Nintendo               |
| 2002 | Metroid Prime                              | Avventura dinamica             | GameCube                                        | Nintendo               |

Dal 1996 al 2001, i premi per console e PC sono stati selezionati separatamente.
| Anno | Gioco                            | Genere                      | Piattaforma            | Produttori            |
| ---- | -------------------------------- | --------------------------- | ---------------------- | --------------------- |
| 2001 | Serious Sam: The First Encounter | Sparatutto in prima persona | Windows, Xbox          | Croteam               |
| 2000 | The Sims                         | Simulatore di vita          | Windows, Mac OS, Linux | Maxis                 |
| 1999 | EverQuest                        | MMORPG                      | PC                     | Verant Interactive    |
| 1998 | Grim Fandango                    | Avventura grafica           | Windows                | LucasArts             |
| 1997 | Total Annihilation               | Strategia in tempo reale    | Windows, Mac OS        | Cavedog Entertainment |
| 1996 | Diablo                           | Action RPG                  | Windows, Mac OS        | Blizzard North        |

| Anno | Gioco                                | Genere              | Piattaforma | Produttori |
| ---- | ------------------------------------ | ------------------- | ----------- | ---------- |
| 2001 | Grand Theft Auto III                 | Avventura dinamica  | PS2         | DMA Design |
| 2000 | Chrono Cross                         | Videogioco di ruolo | PlayStation | Square     |
| 1999 | Soulcalibur                          | Picchiaduro         | Dreamcast   | Namco      |
| 1998 | The Legend of Zelda: Ocarina of Time | Avventura dinamica  | Nintendo 64 | Nintendo   |